# Omnia (banda)
Omnia se autodescribe como una banda "neoceltic pagan folk" de Países Bajos, cuyos miembros tiene raíces en la música irlandesa, inglesa, holandesa, alemana, bretona, belga, española, italiana, y hasta persa. 
Cantan en inglés, irlandés, bretón, finés, alemán, neerlandés, sueco, español, latín, e incluso hindí. Tocan el arpa celta, el arpa de boca, la guitarra, flauta y varios exóticos instrumentos de batería y percusión.

## Integrantes actuales
- Steve "Sic" Evans van der Harten: Voz principal, Aulos, Overtone flute, Silbato, Buzuki, Derbake, Doumbek, Davul, Arpa de boca
- Jennifer "Jenny" Evans van der Harten: Voz principal, Arpa, Piano, Zanfoña, Bodhrán, Dulcémele
- Daphyd "Crow" Sens: Didjeridu, Arpa de boca, Voz secundaria
- Rob "Raido" van Barschot: Batería y percusión
- Satrya Karsono: Guitarra acústica

## Discografía

### Álbumes de estudio
- Sine Missione (grabado en 1998, lanzado en 2000, sin compañía discográfica)
- Sine Missione II (2002, Emmuty records)
- OMNIA "3" (2003, Zap Prod.)
- Crone of War (2004, Zap Prod.) —Un álbum centrado en  Mitología celta, en los que por ejemplo se hace mención al festival pagano Mabon tanto como a Cernunnos y Taranis.[1]
- PaganFolk (2006, PaganScum records) — Un álbum en el que se utilizan numerosos instrumentos tradicionales. El estilo del álbum ha sido comparado con la banda alemana Faun.[2]
- Alive! (2007 PaganScum records). — Las escenas de las brujas de Shakespeare en Macbeth, "The Raven" por Edgar Allan Poe y un poema de Lewis Caroll estuvieron incluidos en este lanzamiento. El material gráfico fue creado con la colaboración de Alan Lee.[3] — Un doble disco CD con un disco grabado con la formación de 2011 y otro grabado solo por Stenny. Algunas canciones notables son Free y un cover de una canción clásica de Wim Sonneveld llamada Het dorp que trata sobre la modernización de la vida rural neerlandesa, que es cantada por Steve en neerlandés, siendo esta la primera canción de OMNIA cantada en neerlandés.
- Wolf Love (2010)
- Musick & Poetree (2011)
- Earth Warrior (2014)
- Nacked Harp (2015) - Álbum grabado por Jenny al arpa, con algunos acompañamientos de voz, salterio y percusión. Victoria Francés diseñó todas las ilustraciones del disco.
- Prayer (2016)
- Reflexions(2018)

### Álbumes en vivo
- Live Religion (2005, PaganScum records) — Álbum grabado en directo en la iglesia con un micrófono.
- PaganFolk At The Fairy Ball (2008, PaganScum records) — Álbum grabado en directo y que se puede descargar de forma gratuita en la página oficial de OMNIA[4]
- Live on Earth (2012)

### Compilaciones y mezclas
- Cybershaman (2007, PaganScum records) —  Un álbum remix que contiene 8 canciones de Omnia de estilo Trance y electrónico.[5]
- History (2007, PaganScum records) (American sampler) — Álbum recopilatorio hecho y remasterizado exclusivamente para los Estados Unidos de América .
- World Of Omnia (2009, PaganScum records) — Álbum recopiltorio que contiene antiguas canciones de Omnia remasterizadas. Contiene también dos nuevas canciones.

### DVD
- Pagan Folk Lore (2008, PaganScum records) — DVD grabado en directo que contiene diversas entrevistas y actuaciones de la alineación de Omnia en 2008.